# Лех (Индия)
Лех (тиб. གླེ་, Вайли gle, хинди लेह) — столица индийской союзной территории Ладакх. Столица гималайского княжества Ладакх (до 1842 года). Административный центр округа Лех. Лех расположен в горах на высоте около 3524 метра над уровнем моря.
Над городом возвышается Лехский дворец, бывшая резиденция царей Ладакха, построенный в том же стиле и в то же время, что и Потала. Бывший дворец правителей Ладакха, дворец Лех, ныне находящийся в руинах, напоминает уменьшенную копию дворца Потала в Лхасе. Национальное Шоссе 1D соединяет его со Сринагаром на северо-западе.

## История
Лех на протяжении веков являлся важной точкой на караванном пути вдоль Инда между Тибетом на востоке, Кашмиром на западе, а также Индией и Китаем. Караваны везли соль, зерно, пашм, то есть кашемир, чарас или коноплю из долины Тарима, индиго, шёлк парчу из Варанаси.

«оригинальное имя города не sLel, как сейчас произносят, но sLes, что означает лагерь кочевников. Эти [Тибетские] кочевники привыкли посещать район Леха, ещё в ту эпоху, когда здесь были ирригационные поля дардов. Так, самая древняя часть руин на вершине холма rNam-rgyal-rtse-mo у Леха называется 'aBrog-pal-mkhar (Дардский замок) . . . .»— A.H. Francke

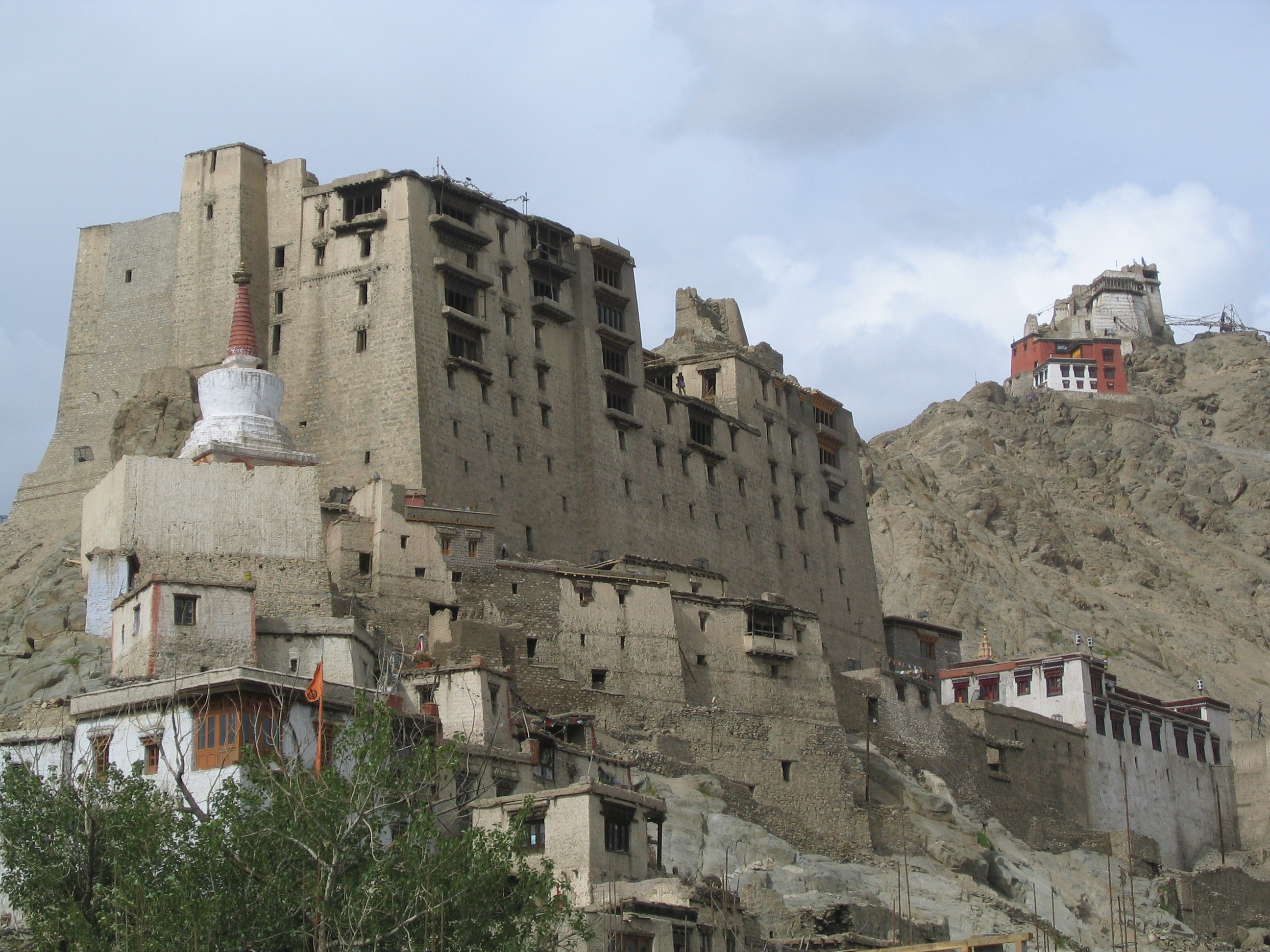
Лехский дворец

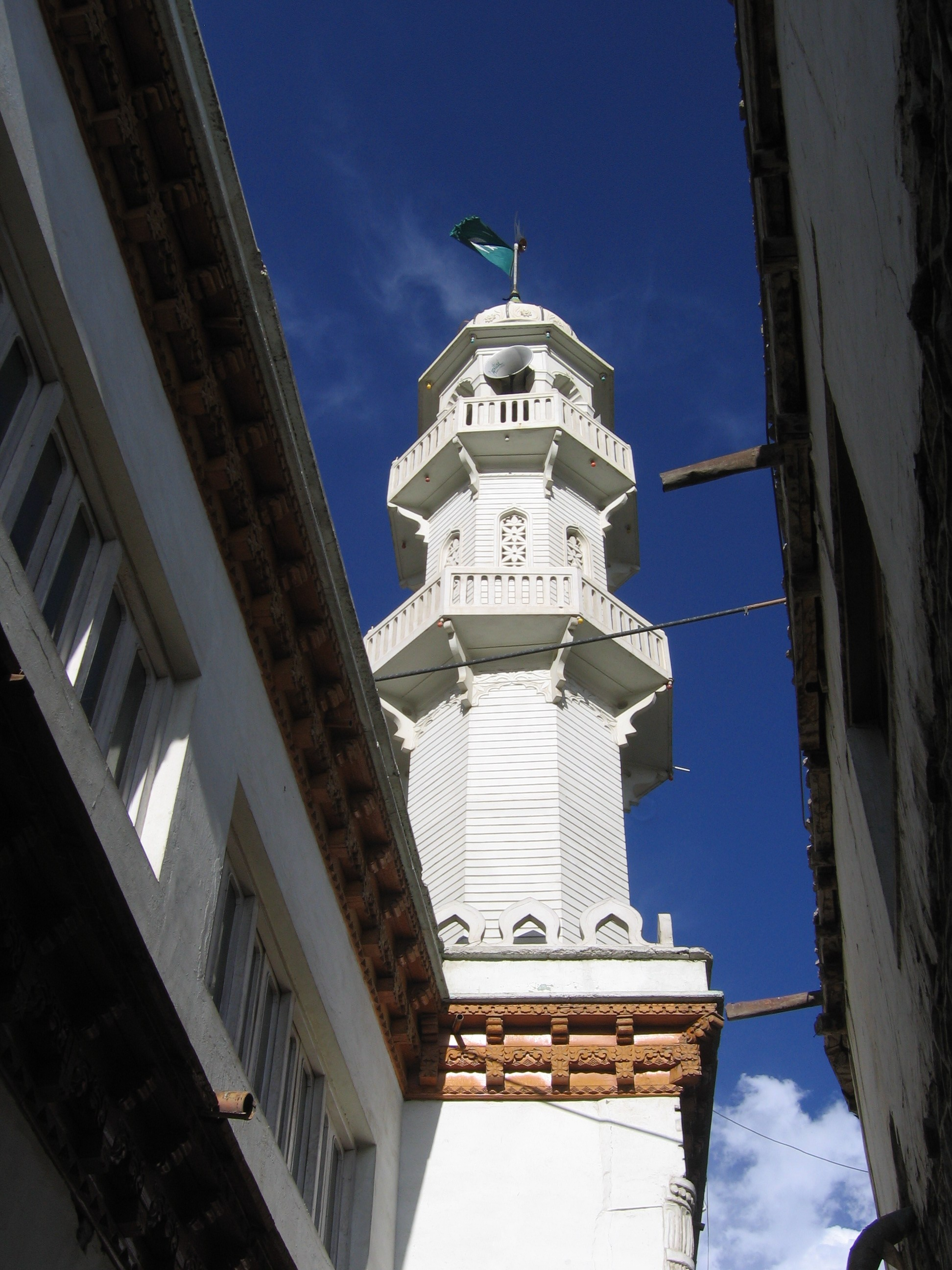
Лехская мечеть

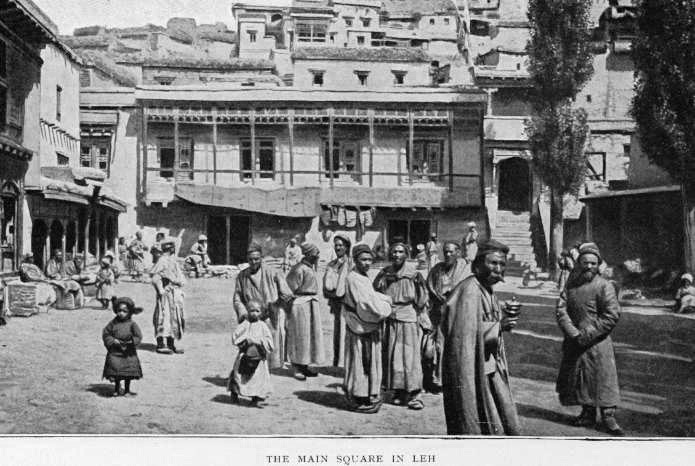
Городская площадь в 1909 году.

Вероятно, китайцы путешествовали через Ладакх ещё при кушанах (I—III века н. э.), и точно при Тан, но фактов относительно истории региона нет до самого X века, когда тибетский принц Кьиде Ньимгон, точнее skyid lde nyima gon (сокращённо nyima gon), внук императора антибуддиста Лангдармы (правил ок. 838—841). С отрядом в 300 человек он покорил Западный Тибет и отделил его от центрального. Он основал несколько городов и замков и похоже установил статую в Шей. «В надписях указано, что он сделал это для религиозных подношений Цанпо (то есть своему отцу и предшественнику), и всем людям Нгари (Западного Тибета). Это показывает, что от антибуддийских настроений Ландарма в третьем поколении не осталось и следа.» Шей в 15 км от Леха был старой столицей Ладакха.
В правление Делега Намгьяла (1660—1685), Набоб Кашмира, будущей провинции Моголов, ввёл в Ладакх войска, чтобы оборонять Ладакх от войск монгольских ханов, но потом монголы ушли. Кашмирцы потребовали от Намгьяла оплаты услуг. Так в Лахе, севернее базара ниже дворца, были построены суннитские мечети со смешанной исламско-тибетской архитектурой. Но, похоже, до этого в Лехе уже была пара мечетей.
Традиционно, в Лехе сходилось четыре торговых пути. Один, самый прямой, вёл из Пенджаба через Манди, Куллу, на Рохтанг Ла, через Лахул и Спити к Инду, и затем в Лех. Путь от Сринагара следовал к Зоджи Ла (перевал) на Каргил, и вдоль Инда к Леху. От Балтистана было два трудных пути: главный через долины Шайока и Инда, через перевал и затем вниз к реке Хану и снова к Инду ниже Кхалаце . Другой ведёт от Скарду на Каргил и Лех. Эти пути сходятся в Лехе и ведут в Яркендию через Каракорумский перевал. Наконец, есть несколько путей в Большой Тибет и Лхасу.
Первая сохранившаяся царская резиденция Ладакха построена на пике Намгьял ('Победа') с видом на город, ныне в руинах, рядом есть gon-khang (Храм Божеств-Защитников) построенный царём Таши Намгьялом (посл четверть 16 века). Намгьял (называют «Цемо Гомпа» = 'Красная Гомпа', или dgon pa so ma = 'Новый Монастырь'), — был главным буддийским храмом Леха. Но по сообщению Франке, некоторые старые стены за замком называются «Дардский Замок». Если это и на самом деле дардские крепости, то им больше 1000 лет.
Ниже стоят Чамба (Byams pa, то есть, Майтрея) и Ченрези (spyan ras gzigs, то есть Авалокитешвара) монастыри с неопределённой датой постройки.
Царский Дворец, то есть Лехский дворец, построенный царём Сэнге Намгьялом (1612—1642), вероятно между прибытием португальского миссионера-иезуита Франциско де Азеведо в 1631 (он не упомянул дворец), и смертью царя в 1642.
Во дворце 9 этажей; верхний занимала царская семья, а на нижних этажах были кладовые и конюшни. Дворец был брошен, когда кашмирские войска вошли в Лех в середине IX века. Царская семья переместилась в летний дворец в Сток на южном берегу Инда.

## Физико-географическая характеристика
Лех расположен в долине верхнего течения Инда, разделяющей Гималаи на юге и Каракорум на севере. Лех окружён горами и расположен на высоте 3500 метров над уровнем моря. Важное значение имеет 434-километровая дорога Сринагар-Лех, соединяющая его с Кашмиром, и 473-километровая дорога до Манали, соединяющая Манали и Лех. Зимой эти дороги бывают закрыты. Хотя перевалы и завалены снегом, внутриладакхские дороги, в большинстве случаев, открыты зимой, поскольку снега выпадает мало и сильный ветер сдувает его с дороги.

### Климат

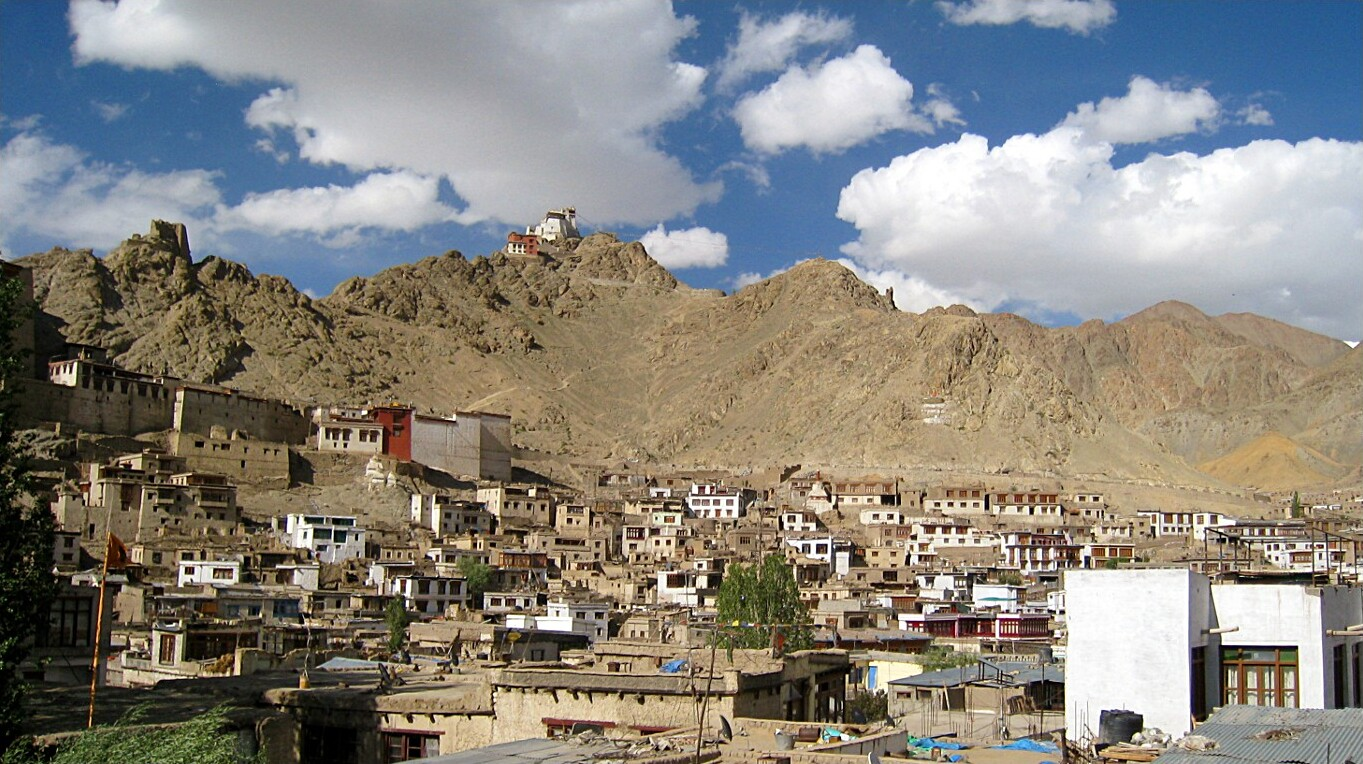
Лето в Лехе

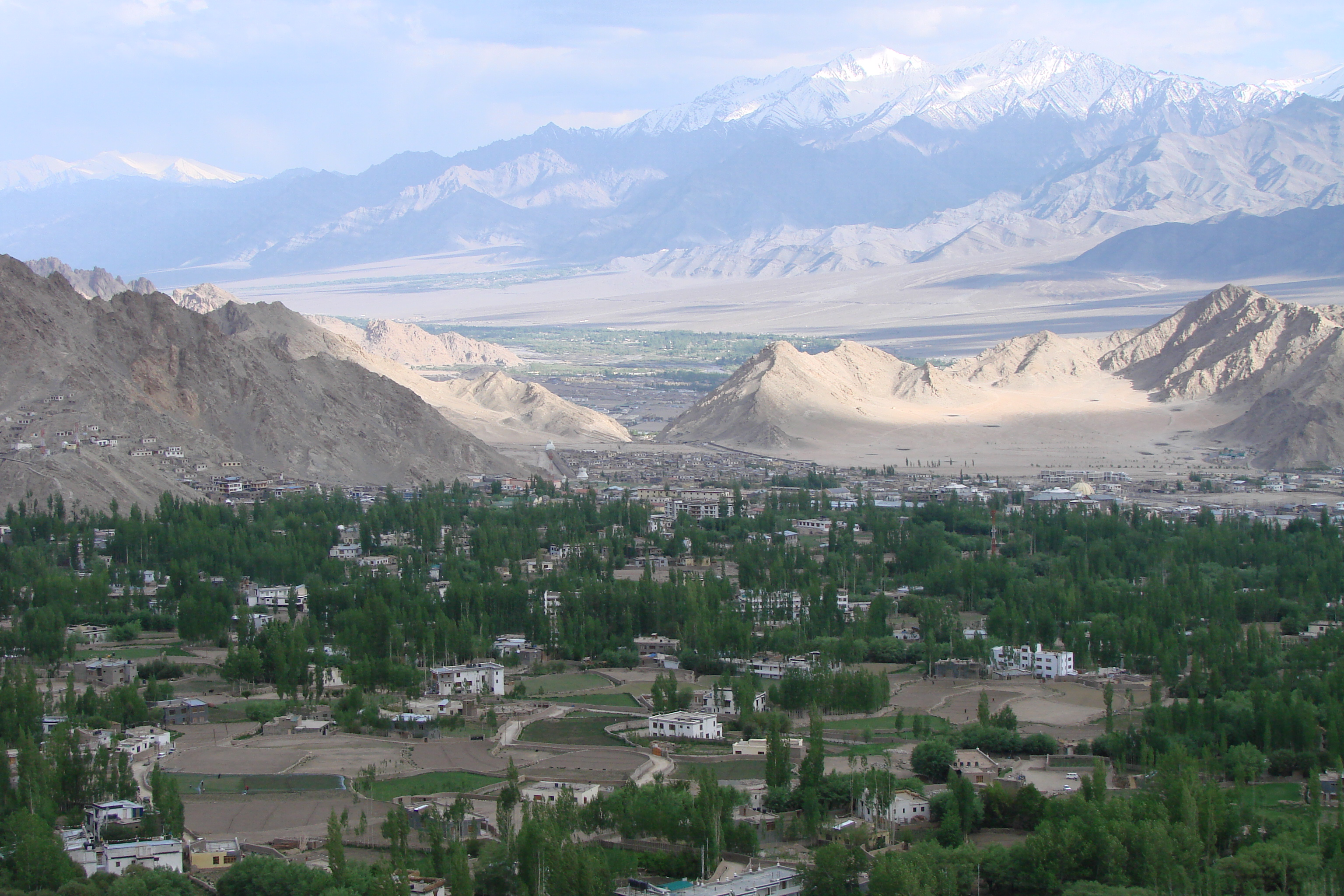
Вид на Лех со ступы Шанти

Климат резко континентальный, согласно классификации климатов Кёппена характеризуется как климат холодных пустынь (BWk). Для Леха характерна длинная суровая зима с октября по начало марта, отрицательные температуры держатся большую часть зимы. Зимой Лех бывает завален снегом, но лето тёплое и приятное. Температура меняется от −28 °C зимой до 33 °C летом. В год выпадает всего 103 мм осадков. Тем не менее, в 2010 году произошло наводнение, в результате которого погибло свыше 100 человек.
| Показатель                    | Янв.  | Фев. | Март | Апр. | Май  | Июнь | Июль | Авг. | Сен. | Окт. | Нояб. | Дек.  | Год |
| ----------------------------- | ----- | ---- | ---- | ---- | ---- | ---- | ---- | ---- | ---- | ---- | ----- | ----- | --- |
| Средний суточный максимум, °C | −3    | 0,4  | 6,0  | 11,9 | 16,8 | 20,9 | 24,5 | 24,0 | 20,5 | 13,8 | 7,4   | 1,2   | 12  |
| Средняя температура, °C       | −8,6  | −5,8 | −0,3 | 5,3  | 9,8  | 13,7 | 17,4 | 16,8 | 12,9 | 6,4  | 0,3   | −5,1  | 6   |
| Средний суточный минимум, °C  | −14,2 | −12  | −6,5 | −1,3 | 2,8  | 6,6  | 10,3 | 9,6  | 5,4  | −0,9 | −6,7  | −11,4 | −1  |
| Норма осадков, мм             | 12    | 10   | 10   | 7    | 7    | 4    | 14   | 16   | 11   | 6    | 3     | 6     | 103 |
| Источник:                     |       |      |      |      |      |      |      |      |      |      |       |       |     |

## Население

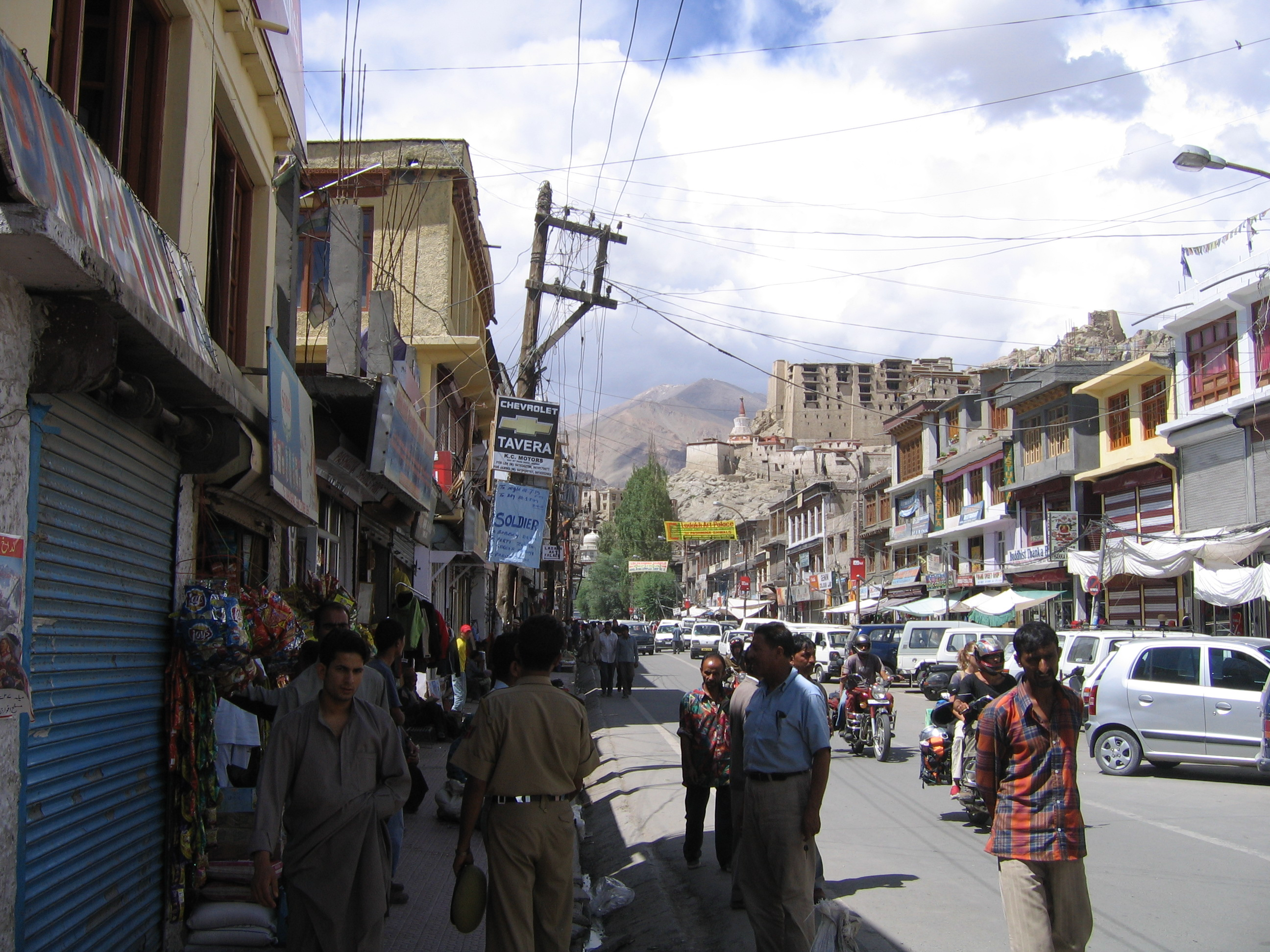
Люди на улицах Леха

Согласно данным переписи населения Индии 2001 года, население Леха составило 27 513 человек. Мужчины составляют 61 % населения, женщины — 39 %. Уровень грамотности — 75 %; среди мужчин — 82 %, среди женщин — 65 %. 9 % населения — дети младше 6 лет. Большинство населения составляют этнические тибетцы, говорящие на восточно-тибетском диалекте тибетского языка.

### Религии
| Религии в Лехе                                 | Религии в Лехе | Религии в Лехе | Религии в Лехе | Религии в Лехе |
| Религия                                        |                |                | процент        |                |
| ---------------------------------------------- | -------------- | -------------- | -------------- | -------------- |
| индуизм                                        |                |                | 2.7 %          |                |
| ислам                                          |                |                | 18 %           |                |
| буддизм                                        |                |                | 77 %           |                |
| другие†                                        |                |                | 0.3 %          |                |
| Распределение верующих †Включая сикхов (0.2%). |                |                |                |                |

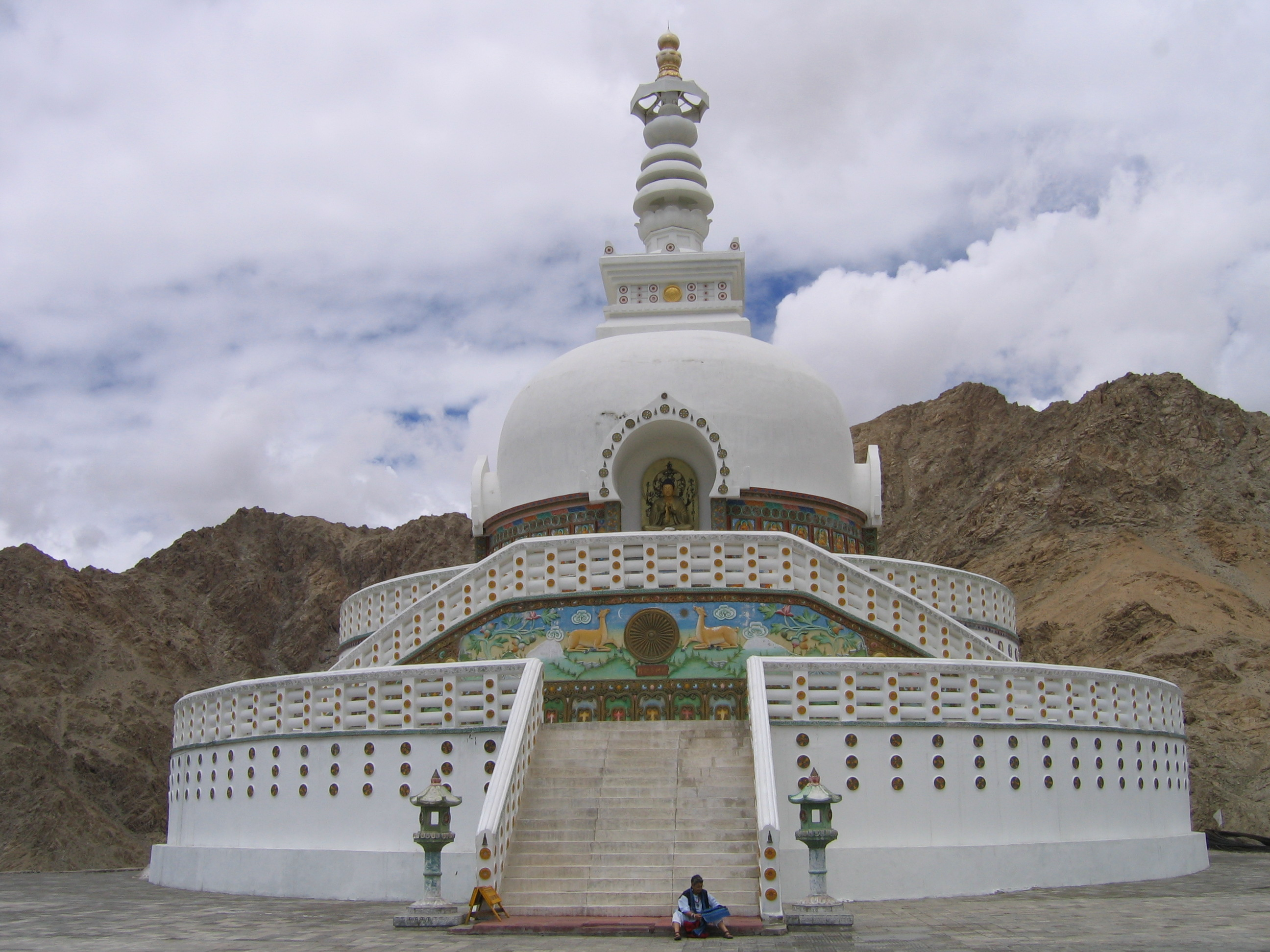
Ступа Шанти, построена в 1983 японцами

С VIII века представители разных религий мирно сосуществуют в Лехе.
Мусульманская община появилась в Лехе после аннексии Ладакха Кашмиром, после того, как Далай-лама V попытался вторгнуться в Ладакх из Тибета. Позднее миграция населения из Кашмирской долины была связана с торговлей и, в последнее время, с развитием туризма. В августе 2003 Далай-лама посетил Ладакх и призвал всех ладакхцев, независимо от вероисповедания, жить в мире. И его слова действительно оказали действие на горожан, которые вспомнили о веках совместной жизни.
В городе также есть немного христиан, сикхов и индуистов. Ладакхские христиане появились в результате деятельности моравских миссионеров построивших церковь в Кейлонге в Лахауле в 1860, и в 1885 в Кхалаце. Они присутствовали в регионе до обретения Индией независимости в 1947. Хотя миссионеры принесли очень много в Ладакх в плане медицины и образования, лишь немногие ладакхцы решили стать христианами.

## Административное устройство
В отличие от других округов штата, Автономный совет по развитию «Ладакх Хилл» — Ladakh Autonomous Hill Development Council (LAHDC) 9 выполняет функции местного самоуправления в Лехе. Комиссар-представитель и Председатель Исполнительного отдела LAHDC имеют полномочия в Лехе.
LAHDC был создан в 1995 с целью обеспечить открытое и явное развитие области. В составе 30 советников, 4 назначаются и 26 избираются. Главой совета является Председатель исполнительного отдела LAHDC, он также ведёт заседания.

## Старый город

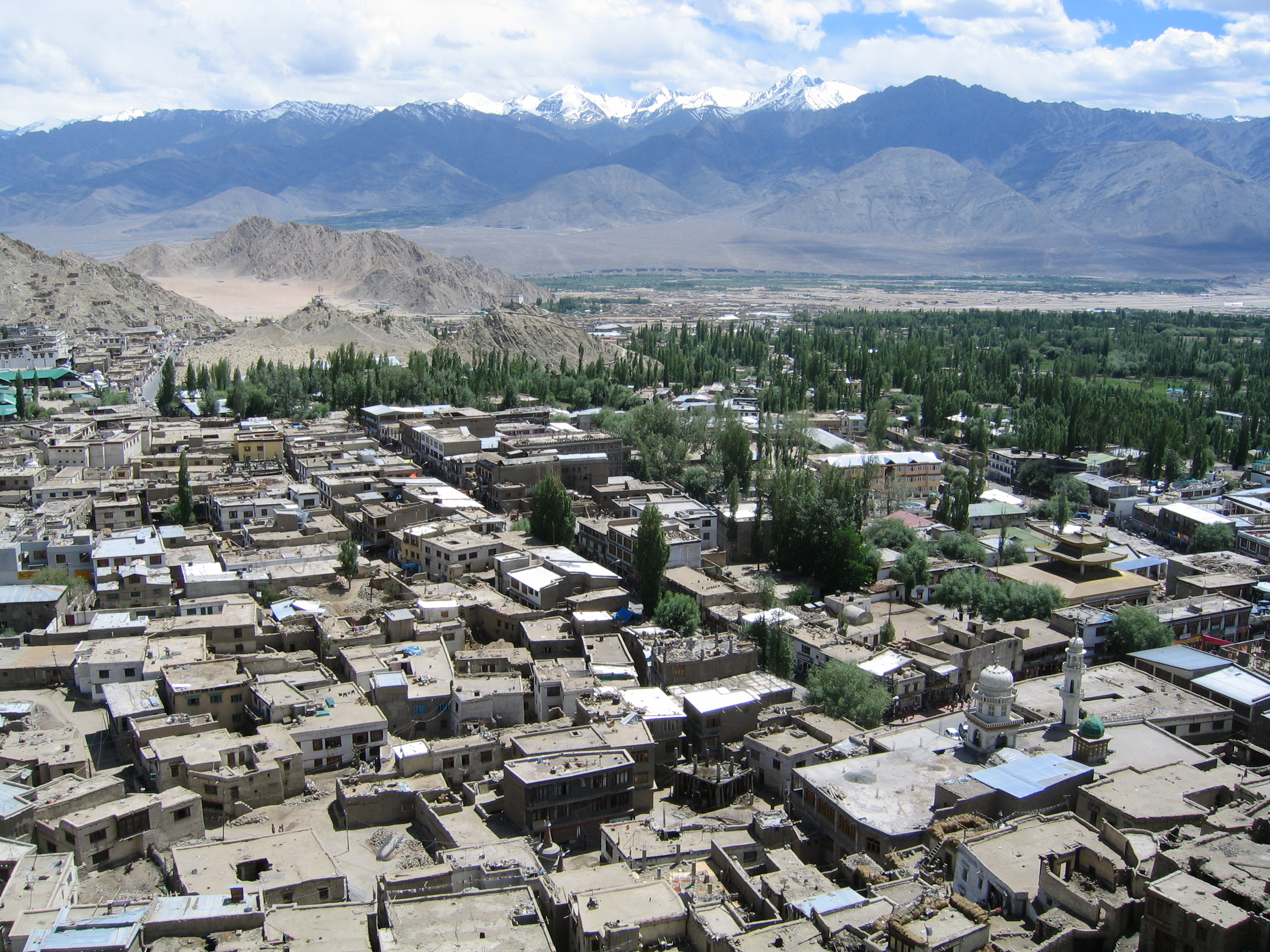
Вид на Лех

Старый город Леха был внесён в список Всемирного фонда памятников — World Monuments Fund. Список включает 100 объектов. Отмечено, что в последнее время центр Леха пришёл в угрожаемое состояние из-за увеличения количества осадков, изменений климата и по другим причинам. Отсутствие финансирования и действие природных факторов в старой части города угрожают сохранности этого уникального места.

## Экономика

### Сельское хозяйство
Лех находится на высоте более 3500 метров, поэтому в нём выращивают только один урожай в год, но два — в Кхалаце. Культуры сеют в конце мая, а в Кхалаце они уже наполовину созревшие в это время. Основная культура — грим (ячмень — Hordeum vulgare L. вар. nudum Hook. f., это древняя одомашненная форма дикого ячменя), из которого делают цампу — основной продукт питания.

### Туризм
В 2010 году Лех посетило 77 800 туристов. Число туристов значительно возросло в последние годы (77 % за 5 лет (2005—2010)). Этот рост был связан, в основном, с развитием внутреннего (в рамках Индии) туризма.

## Транспорт
В Лех можно добраться тремя путями: авиаперелёт, дорога Сринагар-Каргил-Лех, дорога Манали-Лех.
Авиаперелёт: В Лехе имеется аэропорт (он же — база ВВС Индии, принадлежащая Западному командованию), который используется тремя пассажирскими авиакомпаниями:
- Jet Airways (рейсы в Дели)
- Air India (Дели, Джамму, Сринагар)
- Kingfisher Red (ранее Air Deccan) (Дели)

Дорога Сринагар-Каргил-Лех, Лех расположен на Национальной автодороге 1D (Лех — Каргил — Сринагар). До Каргила — 220 км, что занимает около семи часов. Дорога находится в относительно хорошем состоянии, по пути возможны частые задержки из-за потребности пропускать военную технику.
Дорога Манали-Лех, одна из самых высокогорных дорог в мире. Дорога проходит по безлюдным местам, на высокогорье, приблизительное время в пути — 22-32 часа. Дорога в Лех с Манали на перевалах достигает высоты 5600 метров над уровням моря. Открыта 3 месяца в году с середины июня по сентябрь, уже в середине сентября есть вероятность выпадения снега, и, в связи с этим, невозможность использовать этот путь в Лех. Часто дорогу засыпает снегом, и путники ждут от пару дней до недели, пока они не смогут продолжить свой путь.